# Boma (Mafinga)
Boma ist ein Verwaltungsbezirk (englisch Ward) des Distrikts Mafinga (TC) in der tansanischen Region Iringa.

## Geografie
Boma liegt im südlichen Hochland von Tansania, es ist der zentrale Stadtteil der Distrikthauptstadt Mafinga. Er grenzt im Nordwesten und im Norden an Isalavanu, im Osten an Kinyanambo und Upendo, im Süden an Wambi und Sao Hill und im Südwesten an Changarawe. Bei der Volkszählung 2022 lebten 32.090 Menschen in 9803 Haushalten auf einer Fläche von 43 Quadratkilometern.

## Gliederung
Der Bezirk besteht aus sechs Stadtteilen (swahili Mtaa):
- Ihongole
- Mji Mwema
- Mkombwe
- Malingumu
- Ivambinungu
- Ndolezi

## Wirtschaft und Infrastruktur
- Bildung: Im Bezirk liegen drei weiterführende Schulen.[8] Die Ihongole Secondary School[9] und die J.J. Mungai Secondary School[10] sind staatliche Schulen. Jene ist eine Tagesschule bis zur Stufe 4, diese eine Schule für Tages- und Internatsschüler bis zur 6. Stufe. Die Nyamalala Secondary School ist eine Privatschule, die Tagesschüler bis zur 6. Stufe ausbildet.[11]
- Gesundheit: Im Boma befinden sich das Mafinga-Distrikt-Krankenhaus[12] und eine private Poliklinik.[13]
- Verkehr: Die Grenze im Südosten bildet die Nationalstraße T1, die nach Südwesten nach Njombe und nach Nordosten nach Iringa führt.[14]